# Accords de Bonn (Afghanistan)
Ne doit pas être confondu avec Accord de Bonn ou Accords de Bonn (1952).

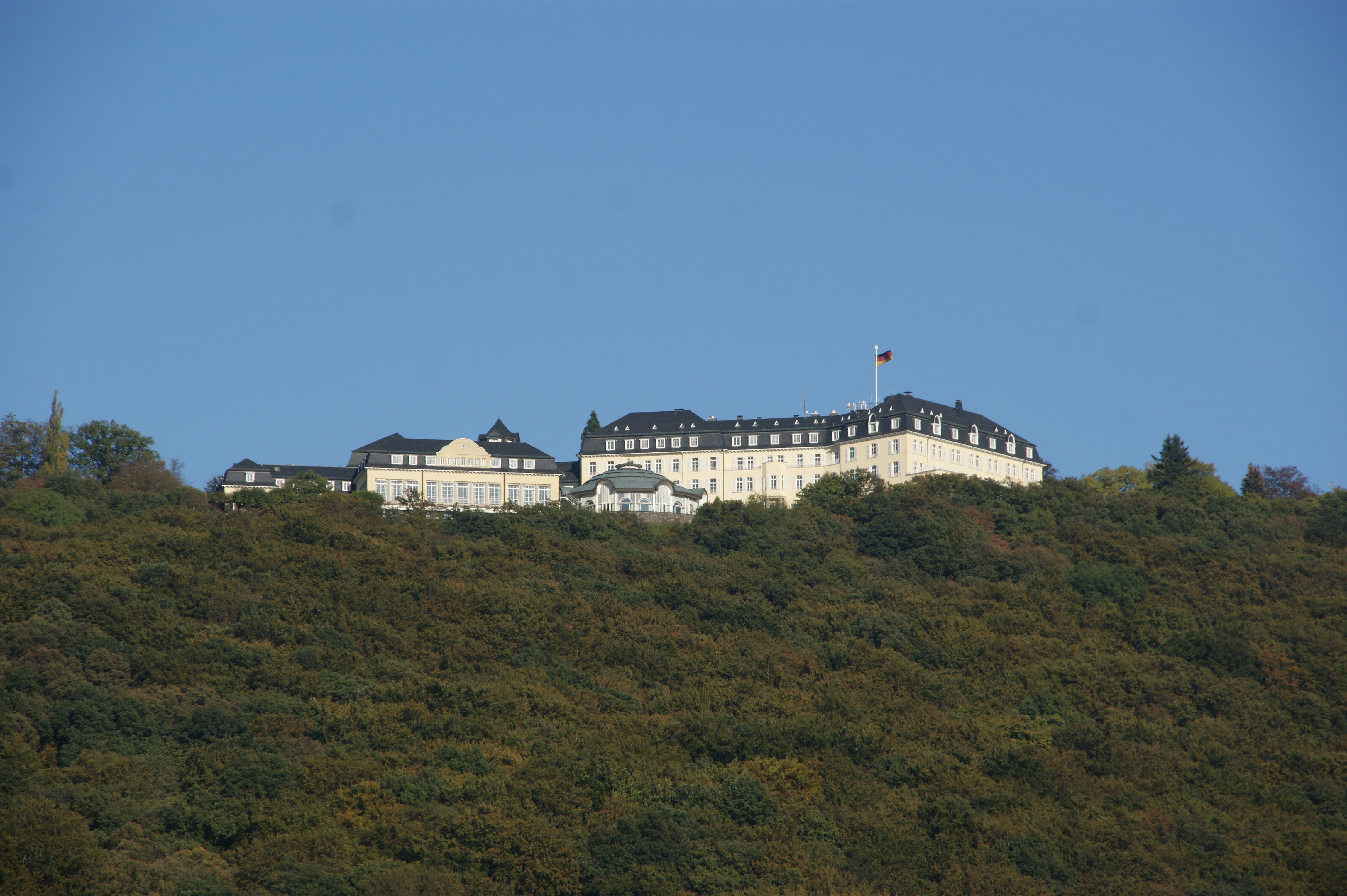
Résidence fédérale de Petersberg près de la ville de Bonn où ont lieu les négociations.

Les accords de Bonn dont le nom officiel est Accord sur des arrangements temporaires en Afghanistan en attendant le rétablissement des établissements permanents de gouvernement sont des accords politiques qui ont eu lieu le 5 décembre 2001 à Bonn pour régler l'avenir politique de l'Afghanistan après la chute des Talibans à la suite de l'intervention militaire internationale de 2001.

## Histoire
Par ces accords de Bonn, les autorités afghanes reviennent au pouvoir dans le but de réunir une assemblée constituante afin de préparer une nouvelle constitution.
Les négociations qui ont précédé la signature des accords de Bonn, sous la supervision du Représentant Spécial du Secrétaire général des Nations unies, M. Lakhdar Brahimi, ont réuni 4 groupes afghans : l'Alliance du Nord ; le groupe de Peshawar, représentant les Afghans réfugiés au Pakistan ; la Délégation de Rome représentant l'ancien roi Mohammed Zaher Chah ; enfin le « groupe de Chypre » représentant un groupe d'exilés afghans en Iran.
En adoptant les accords, ces groupes se sont engagés sur deux points principaux :
- mettre un terme au conflit en Afghanistan et promouvoir la réconciliation, une paix durable, la stabilité et le respect des droits de l'homme ;
- réaffirmer l'indépendance, la souveraineté nationale et l'intégrité territoriale du pays ainsi que le droit pour les Afghans de déterminer librement leur avenir politique en conformité avec les principes de l'Islam, de la démocratie, du pluralisme et de la justice sociale.

## Loya jirgad'urgence
Les accords de Bonn ont prévu également la convocation d'une loya jirga d'urgence dans les six mois suivant l'établissement de l'Autorité intérimaire qui serait inaugurée par l'ancien roi Zaher Shah (10 juin 2002).
La Loya Jirga d'Urgence décidera d'une Autorité Transitoire comprenant une administration constituée sur une base politique élargie jusqu'à ce qu'un gouvernement pleinement représentatif puisse être établi après des élections libres et équitables dans les deux ans suivant la convocation de la Loya Jirga d'Urgence.
La convocation d'une loya jirga constitutionnelle dans les 18 mois suivant l'installation de l'Autorité transitoire en vue d'adopter une nouvelle constitution.
Avant cette nouvelle constitution, les dispositions de la Constitution de 1964 -à l'exception du caractère monarchique du régime qu'elle prévoyait-, s'appliqueront, pour autant qu'elles ne sont pas incompatibles avec les principes des accords de Bonn.
L'Autorité intérimaire pourra retirer ou amender les lois ou règlements existants, incompatibles avec les dispositions de la Constitution, les accords de Bonn ou les engagements internationaux du pays.

## Commissions
Les accords confient à l'Autorité intérimaire, assistée par les Nations unies, le soin de créer :
- une banque centrale chargée de gérer la monnaie nationale ;
- une Commission de la Justice destinée à reconstruire un système judiciaire conforme aux principes de l'Islam, aux normes internationales, à l'état de droit et aux traditions juridiques afghanes ;
- une Commission de l'Administration civile destinée à procurer à l'Autorité intérimaire puis à l'autorité transitoire des candidats aux principaux postes des différents ministères ;
- une Commission indépendante des Droits de l'homme qui aura à s'assurer du respect des droits de l'homme, à enquêter sur leurs violations et à développer les institutions nationales des droits de l'homme.

## Postérité
Dix ans plus tard, une seconde conférence de Bonn sur l'Afghanistan tente d'organiser le retrait des forces internationales coalisées en évitant le retour au pouvoir des taliban. 